# Isole dello Stagnone
Le isole dello Stagnone prendono il nome dallo Stagnone, la laguna più vasta della Sicilia, caratterizzata da acque basse (1–2 m e spesso non più di 50 cm) e compresa tra le quattro isole di San Pantaleo (Mozia), Isola Grande, Schola e Santa Maria, nel libero consorzio comunale di Trapani.
Sono comprese nella Riserva naturale orientata "Isole dello Stagnone di Marsala".
- L'Isola Grande o Isola Lunga, la più grande dello Stagnone. Anticamente era composta da 5 isolette (Frati Janni, Altavilla, Burrone, Sorci e San Todaro) unite da canali[2].
- La Scuola o Isola Schola, la più piccola delle isole dello Stagnone.
- Santa Maria.
- Isola di San Pantaleo (l'antica Mozia) è la più importante delle isole dello Stagnone dal punto di vista paesaggistico e archeologico. Antica colonia fenicia, ha forma circolare.